# Microxestoleberis xenomis
Microxestoleberis xenomis is een mosselkreeftjessoort uit de familie van de Xestoleberididae. De wetenschappelijke naam van de soort is voor het eerst geldig gepubliceerd in 1971 door Barbieto-Gonzalez.